# 테트라에틸 납
테트라에틸납(Tetraethyllead) 혹은 사에틸납(4-ethyl鉛)은 화학식 (CH3CH2)4Pb로 나타내지는, 납의 알킬화물이다. 
클로로에탄과 납나트륨 합금과의 반응에 의해 합성된다. 특이한 냄새를 가진 무색의 액체로 휘발하기 쉽다. 햇볕에 불안정해 서서히 분해, 백탁한다. 인화성이 있어 금속에 대하여도 부식성을 가진다. 증기와 피부로부터 흡수되기 쉽고 강한 신경독성을 일으킨다. 
1921년에 미국 GM사의 찰스 케터링 옆에서 일하고 있었던 토머스 미즐리에 의해 엔진의 노킹을 막는 노킹 방지제로서 개발되었다. 
그 후 오랜 기간 동안 휘발유에 첨가되고 있었지만 독성이 강하고 배기가스의 납이 인체 및 환경에 축적되고 있었던 것이 밝혀져, 1980년대에 무연 휘발유로 대체되기 시작했다.

## 같이 보기
- 에틸 사
- 노킹
- 유연 휘발유
- 유기 납 화합물